# فاضل المهيري
فاضل المهيري هو مخرج إماراتي. تخرج من الجامعة الأمريكية في الشارقة.
بدأ المهيري في صناعة الأفلام في سن الرابعة عشرة. أخرج ستة أفلام قصيرة منذ عام 2001. في عام 2005، أنتج المهيري الفيلم الوثائقي قيد الإنشاء، والذي كان يدور حول عامل بناء ينتظر دفع أجره.
أسس المهيري شركة الإنتاج الخاصة به، تنت بيكتشرز برودكشن، في عام 2013. تم تصوير فيلمه الطويل، عبود كنديشن، بأسلوب حرب العصابات بميزانية صغيرة تم جمعها في الغالب من شركة بترول أبوظبي الوطنية. ابتكر المهيري عبود كنديشن لإظهار كيف تبدو الحياة في منازل الإمارات. عُرض الفيلم لأول مرة في مهرجان دبي السينمائي الدولي في ديسمبر 2014.
كتب المهيري كتاب مملكة الطاووس - ضباب الزمن، وهو الأول من ثلاثية، والذي يدور حول الغزو البرتغالي لمملكة خيالية في الخليج العربي في أوائل القرن السادس عشر باعتباره رمزًا للجماعات المتطرفة اليوم.

## فيلموغرافيا
- تحت الإنشاء (2005)، منتج
- حكاية قرصان (2007)، منتج
- عبود كنديشن (2014) منتج وكاتب ومخرج